# Kasteel van Le Grand Perron
Het Kasteel van Le Grand Perron (Frans: Château du Grand Perron) is een kasteel in de Franse gemeente Pierre-Bénite. Het kasteel is een beschermd historisch monument sinds 1971.